# Artus Quellinus den äldre
Artus (Arnoldus) Quellinus, född 30 augusti 1609 i Antwerpen, död 23 februari 1668 i Antwerpen, var en flamländsk skulptör, verksam i Amsterdam och Antwerpen.
Genom konstagenten Michiel Le Blon såldes några små terrakottafigurer av Quellinus till Sverige i slutet av 1640-talet. Dessa användes som förlagor för Nicolaes Millich vid utförandet av skulpturerna i trapphallen på Stockholms slott. I sitt hemland var Quellinus den mest framstående företrädaren av Rubens stil inom skulpturen.

## Bilder
| - Den helige Petrus (detalj). - Mercurius. - Simson och Delila. |